# Saint-Marc-à-Loubaud
Saint-Marc-à-Loubaud è un comune francese di 139 abitanti situato nel dipartimento della Creuse nella regione della Nuova Aquitania.

## Società

### Evoluzione demografica
Abitanti censiti